# Ulrich Wilhelm Röpke

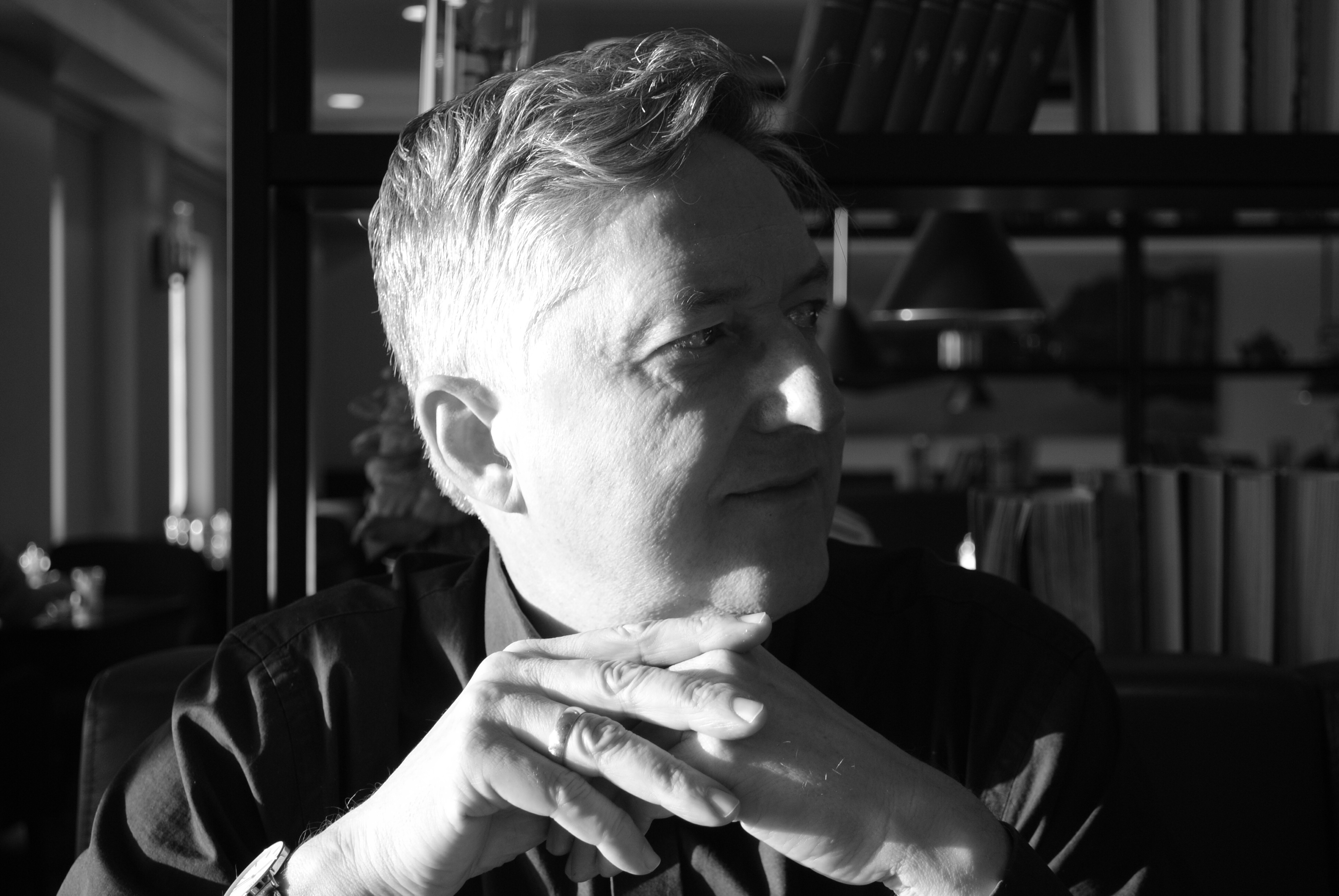
Ulrich Wilhelm Röpke, Norwegen 2017

Ulrich Martin Wilhelm Diethelm Röpke (* 1959 in Hannover) ist ein deutscher Maler und Grafiker.

## Leben
Ulrich Wilhelm Röpke studierte ab 1980 Malerei und freie Grafik an der Hochschule für bildende Künste Braunschweig bei Lienhard von Monkiewitsch und Malte Sartorius und wurde bereits nach zwei Semestern für das Stipendium der Studienstiftung des deutschen Volkes vorgeschlagen. Außerdem studierte er von 1982 bis 1988 Zahnmedizin an der Medizinischen Hochschule Hannover und promovierte dort im Jahr 1997. Für seine eigenständige malerische Position, die von Selbständigkeit in der malerischen Formulierung zeugt, wurde ihm 2012 der Willi-Oltmanns-Preis für Malerei zuerkannt.

## Werk
Ulrich Wilhelm Röpke findet auf seinen meist großformatigen Leinwänden wiederkehrend einen mehrdeutigen Ansatz, indem er seine Bildwelt in eine makro- und eine mikroskopische aufteilt. In der makroskopischen Bildwelt tummeln sich silhouettenartige, deformierte Kreaturen und Landschaftsfragmente in einem mit nur sparsamer Kulisse und wenigen Requisiten definierten, jedoch in einem umso mehr durch pulsierende Farbklänge und nervös züngelnde Pinselstriche stark bewegten Bildraum. Die Figurenkörper auf den Bildträgern entstehen aus der Wucht aufgeschleuderter Farbmassen und -haufen, die miteinander konkurrierend unter- und übereinander im Gedrängel auf der Leinwandoberflächenhaut stehen.
In der Nahansicht und aus mikroskopischer Sicht erscheinen die Farbmassen auf der Leinwand ständig materiallastig im Fluss zu sein: die Farbe trocknet (scheinbar) nicht. Im Detail werden bizarre, abstrakte Landschaften eines Mikrokosmos aus filigranen (Nerven- und Muskel-)Farbfasern aufgetürmt, die in ständiger Bewegung begriffen zu sein scheinen, ein Mikrokosmos, der vom Betrachter geradezu erforscht und gefunden werden will.
Entgegen allem Bezug zur Figürlichkeit, die die Werke aus der Betrachterferne auszeichnet, entfalten sie näher betrachtet eine unwägbare Tiefe im Detail, ja etwas Abgründiges, Verwesliches, Schmutziges, Widerspenstiges, was sonst nur lebendigen Organismen eigen ist. So berichtet der den Bildern innewohnende Mikrokosmos vom Werden und Vergehen und der Metamorphose aller Lebewesen.
In den Bildern gilt nichts wirklich dauerhaft, alles bleibt veränderbar. Figuration kann jederzeit in Abstraktion umschlagen und umgekehrt, nicht einmal auf den Trocknungsprozess und damit auf eine mögliche Konservierung ist Verlass.

## Preise
- 1998 Internationaler Syrlin Kunstpreis (1. Preis), Syrlin Kunstverein Stuttgart[3]
- 2002 Kunstförderpreis Sparkasse Bayreuth
- 2012 Willi-Oltmanns-Preis für Malerei, Oltmanns Stiftung, Delmenhorst[4]

### Nominierungen
- 1999, 2011 und 2019 Kunstpreis NORDWESTKUNST, Kunsthalle Wilhelmshaven
- 2012 und 2015 Kunstpreis Wesseling, Stadt und Kunstverein Wesseling
- 2012 EURODE Kunstpreis, Forum für Kunst und Kultur Herzogenrath[5]
- 2015 Internationaler Lucas-Cranach-Preis, Lutherstadt Wittenberg, Cranachstadt Kronach
- 2018 Weißenburger Kunstpreis, Weißenburg i. Bayern
- 2019 3. Kunstpreis der Evangelischen Landeskirche in Württemberg, Kunsthalle Göppingen

## Stipendien
- 2003 Otto-Flath-Stipendium, Bad Segeberg[6]

## Einzelausstellungen (Auswahl ab 2003)
- 2003 Otto Flath Kunsthalle, Bad Segeberg; Kunstverein Ottobrunn[7]
- 2005 Kunstverein Weil der Stadt; Galerie Kunstraum 21, Köln[8]
- 2006 Kunstverein Unna[9]
- 2007 Kunstverein Frankenthal
- 2008 Kunstverein Wedemark Hannover; Galerie im Zentrum, Verwaltungsgericht Stuttgart[10]
- 2010 Galerie Hundertmark, Berlin
- 2012 Galerie des Stadttheater Delmenhorst[11]
- 2014 Kunstverein Dachau[12]
- 2015 Kunstverein Oberer Neckar,[13] Horb a. Neckar
- 2016 Koenraad-Bosman-Museum[14] Rees; Galerie der Stadt Herrenberg[15][16]; Kunstverein Erlangen
- 2017 Hagenring Galerie, Hagen; Kunstverein Offenbach
- 2018 Galerie im Museum im Kulturspeicher Würzburg[17]; Kunsthalle EURODE, Forum für Kunst und Kultur Herzogenrath[18]
- 2021 Städtische Galerie im Bürgerhaus, Sulzfeld
- 2022 Kunstverein Wesseling, Scheunengalerie im Schwingeler Hof: Antlitz

### Gruppenausstellungen (Auswahl)
- 1986 Städtische Galerie Pécs (Ungarn): 5. Internationale der Zeichnung
- 1989 Beethovenhalle Bonn: 100 Jahre Genossenschaftsverband Rheinland
- 1999 Haus der Kunst, München: 50 Jahre Große Kunstausstellung; Kunsthalle Wilhelmshaven: Nordwestkunst 1999
- 2000 Große Kunstausstellung NRW Düsseldorf
- 2001 Große Kunstausstellung NRW Düsseldorf
- 2004 Kunstverein Bad Salzdetfurth[19]: Bocca della verita
- 2007 NordArt 07, Rendsburg; Städtische Galerie im Schloß, Wertingen
- 2010 Kunstverein Wedemark/Hannover: 75 Positionen niedersächsischer Künstler
- 2011 Kunsthalle Wilhelmshaven: NORDWESTKUNST 2011
- 2012 Kunstverein Wesseling: Punkt ohne Wiederkehr; Kunsthalle EURODE Bahnhof, Herzogenrath: Kunstpreis EURODE 2012
- 2013 Städtische Galerie Wörth: Erotik Mann
- 2015 Kunsthalle Exerzierhalle Wittenberg: Internat. Lucas-Cranach-Preis; Städtische Galerie Schwingelerhof, Wesseling: Auf der Suche nach Licht
- 2018 KunstSchranne Weißenburg: Kunstpreis Weißenburg 2018;  Kunstpalais Erlangen: Herbstsalon 2018,
- 2019 Kunsthalle Göppingen: Unscharf ; Kunsthalle Wilhelmshaven : NORDWESTKUNST 2019 ; Kunstverein Weil der Stadt: 25 Jahre Kunstforum
- 2020 Kunstpalais Erlangen : Herbstsalon
- 2022 Kulturbunker Köln, Kunstverein 68elf : Verschwörung